# Hastingwood
Hastingwood – przysiółek w Anglii, w Esseksie. Leży 22.7 km od miasta Chelmsford i 30.9 km od Londynu. W latach 1870–1872 osada liczyła 134 mieszkańców.